# Roomful of Blues
Roomful of Blues (с англ. — «Полная блюза комната») — блюзовый биг-бенд, сформированный в Уэстерли, Род-Айлендв 1967 году гитаристом Дьюком Робиллардом и пианистом Элом Копли. Четырёхкратный номинант на премию Грэмми (1982, 1983, 1995, 2003).. Лауреат Blues Music Awards в номинации «Группа года» (2004), номинант в той же категории (1987, 1995—1999). Духовая секция группы — шестикратный лауреат Blues Music Awards в номинации «Блюзовый инструменталист — иной»/«Блюзовый инструменталист — духовые» (1998, 2001—2005) и номинант в той же категории (1996, 1997, 2000). Группа дважды признавалась лучшей блюзовой группой по опросу критиков журнала DownBeat. За более чем 50 лет карьеры они гастролировали по всему миру и записали множество альбомов; число участников группы за это время составило более 50 человек.

## История
Группу создали в 1967 году гитарист Дьюк Робиллард и пианист Эл Копли, и изначально группа ориентировалась на жёсткий чикагский блюз, но вскоре они стали включать в музыку элементы свинга, джамп-блюза, ритм-н-блюза и джаза 1940—1950 годов. В 1970 году в группу закономерно добавилась секция духовых инструментов. Постоянно выступая на северо-востоке США, группа приобрелам там популярность и фан-базу. При помощи Дока Помуса группе удалось заключить контракт с Island Records и в 1977 году вышел дебютный альбом Roomful of Blues, позднее трижды перевыпущенный разными лейблами. Бостонский критик Джо Виглионе тогда написал что группа «играла блюз с точностью джазовых музыкантов».
В 1979 году группу покинул её основатель Дьюк Робиллард и его место занял гитарист-виртуоз Ронни Эрл. В это время к группе присоединилась вокалистка Лу Энн Бартон, которая разделила вокал с саксофонистом Грегом Пикколо. К этому времени группа гастролировала по всей стране, привлекая все большую и большую аудиторию. Альбомы группы Eddie «Cleanhead» Vinson & Roomful of Blues, выпущенный совместно с Эдди Уинсоном в 1982 году и Blues Train, выпущенный совместно с Биг Джо Тёрнером в 1983 году были номининированы на Грэмми. В 1986 году группа записалась в альбоме Эрла Кинга, который тоже получил номинацию на Грэмми. С 1987 года группа — постоянный номинант церемонии Blues Music Awards, и отдельно духовая секция группы постоянный номинант церемонии в категории лучшего инструменталиста. Альбом 1995 года Turn It On! Turn It Up!, смесь свинга биг-бэнда и рок-н-ролла, принес группе самый большой успех на радио и в продажах на сегодняшний день и он тоже номинировался на Грэмми.
За годы карьеры Roomful of Blues отыграла бесчисленное количество концертов и выступала на многих крупных фестивалях, включая The San Francisco Blues Festival, The King Biscuit Blues Festival, The Beale Street Music Festival, Blues On The Fox, Illinois Blues Festival, Kansas City Blues Festival, Monterey Blues Festival, Santa Cruz Blues Festival, и за пределами США на The North Sea Jazz Festival, The Stockholm Jazz Festival, The Montreux Jazz Festival, Notodden Festival и Belgian Rhythm & Blues Festival. Они выступали с такими звёздами как Би Би Кинг, Отис Раш, Стиви Рэй Вон, Эрик Клэптон, Карлос Сантана. Группа гастролировала по всему миру практически без остановок, в том числе в России.
В дополнение к своим записям Roomful of Blues часто записывались сессионно, поддерживая други музыкантов: в 1984 году например они записались на пластинке Стиви Рэй Вона Live At Carnegie Hall, а в 1991 году в альбоме True Love певицы Пэт Бенатар.
На настоящий момент из оригинального состава группы (с 1970 года, когда появилась духовая секция) остался лишь тенор и альт-саксофон Трич Латэйл. Некоторые из участников группы сделали свою сольную карьеру: Ронни Эрл, Шуга Рэй Норча, Кёртис Сальгадо.
Член Зала славы музыки Род-Айленда (2012)
«Хотя группа начиналась как стандартный блюз-роковый коллектив, её название в наши дни немного вводит в заблуждение, потому что на протяжении многих лет состав первоклассных музыкантов переключался с одного жанра на другой, погружаясь в глубины современного свинга, джамп-блюза, буги-вуги и соула».
«Кое-кто рассматривает Roomful of Blues как стомповый, свинговый, глубоко блюзовый биг-бэнд из девяти человек, как будто в ностальгическом путешествим в 1940-е. С другой стороны, кое-кто сказал бы, что они „самая горячая белая блюзовая группа, которую я когда-либо слышал“, как это сказал Каунт Бейси».
Журнал Living Blues отозвался о группе как: «Мощный шаффл, свингующие трубы, жгучая гитара, страстный вокал и безудержный энтузиазм»

## Дискография

### Студийные альбомы
- 1977 Roomful of Blues [перевыпущен как The First Album] (Island Records; Varrick [1988]; 32 Records [1996]; Hyena [2003])
- 1979 Let’s Have a Party (Antilles; Room-Tone RT-102 [2004])
- 1981 Hot Little Mama! (Blue Flame; Ace; Varrick [1985])
- 1982 Eddie «Cleanhead» Vinson & Roomful of Blues (Muse Records), с Эдди Винсоном
- 1983 Blues Train (Muse; Rockbeat), с Биг Джо Тёрнером, специальный гость Dr. John
- 1984 Dressed Up To Get Messed Up (Varrick; Demon Music Group)
- 1986 Glazed(Black Top Records) с Эрлом Кингом
- 1991 True Love (Chrysalis) с Пэт Бенатар
- 1994 Dance All Night (Bullseye Blues)
- 1995 Turn It On! Turn It Up! (Bullseye Blues)
- 1996 Rhythm & Bones (Bullseye Blues) с Порки Коэном
- 1997 Under One Roof (Bullseye Blues)
- 1997 Roomful of Christmas (Bullseye Blues)
- 1998 There Goes the Neighborhood (Bullseye Blues)
- 2001 Watch You When You Go (Bullseye Blues)
- 2003 That’s Right! (Alligator Records)
- 2005 Standing Room Only (Alligator)
- 2008 Raisin' a Ruckus (Alligator)
- 2011 Hook, Line & Sinker (Alligator)
- 2020 In a Roomful of Blues (Alligator)

### Концертные альбомы
- 1987 Live at Lupo’s Heartbreak Hotel (Varrick; Demon)
- 2002 Live at Wolf Trap (Room-Tone RT-101)
- 2013 45 Live! (Alligator)

### Сборники
- 1999 Swingin' & Jumpin'  (записи 1979—1983) (32 Records)
- 2000 The Blues’ll Make You Happy Too (записи 1981—1998) (Rounder Records)
- 2009 Essential Recordings: Jump Blues Classics (Perfect 10 Series: Best of Rounder Records) (Rounder)